# Mange Schmidt
Bo Magnus Schmidt, detto Mange (Malmö, 17 novembre 1973), è un rapper svedese.

## Biografia
Samtidigt, i Stockholm (2006), primo album in studio, ha fatto il proprio debutto nella Sverigetopplistan alla 32ª posizione. Il secondo LP, dal titolo Känslan kommer tillbaks, è uscito l'anno seguente e ha raggiunto la top 20 nazionale.
I dischi Odenplan Stockholm 1988 e Ensam bland alla vänner sono stati resi disponibili per il consumo a partire da rispettivamente il 2010 e il 2013.

## Discografia

### Album in studio
- 2006 – Samtidigt, i Stockholm
- 2007 – Känslan kommer tillbaks
- 2010 – Odenplan Stockholm 1988
- 2013 – Ensam bland alla vänner

### EP
- 2023 – Decennier (con Joakim Gissberg)

### Singoli
- 2006 – Vem e han
- 2006 – Glassigt
- 2007 – Jag talar ut
- 2007 – Gömma mig (feat. Ken Ring)
- 2007 – Giftig (feat. Petter)
- 2008 – Inget att förlora
- 2010 – Wingman
- 2010 – Allvarligt talat (feat. Vanessa Falk)
- 2010 – Ledig
- 2010 – Vet att du förstår
- 2012 – Flakhits (Lalala)
- 2014 – Partypatrullen (feat. Miss Inga)
- 2016 – Perfekt (feat. Miss Inga)
- 2017 – Heezahoe
- 2019 – In the Ghötto (feat. Emma Järnfemma)
- 2020 – Hallå konsument!
- 2020 – Det är därför (feat. MC Habit & DJ Large)
- 2020 – Stockholm Noir (feat. Dirty Jens)
- 2021 – Gör din grej! (feat. Schysst Käk)
- 2021 – Glassigt 2021 (feat. Viktor Frisk)
- 2021 – Stå upp för dig (feat. Finess)
- 2021 – Jag säger upp mig (con Magnus Rytterstam)
- 2021 – Catch the Vibe (con Luda)
- 2022 – Precis när vi (con Joakim Gissberg)
- 2022 – Sluta snacka s**t (con Joakim Gissberg)
- 2022 – All I Need (con Joakim Gissberg)
- 2022 – Flex (con Kodjo Akolor)
- 2023 – Upp med fingret (con Scientific e Mächy)
- 2023 – Offerkofta (con Manfred)
- 2023 – IRL (con Nick Hammer e Sanna Martinez feat. Timmy B)
- 2024 – Lite längre (con Byz e DJ Large)